# Nicolás Tripichio
Nicolás Martín Tripicchio (Ciudad de Buenos Aires; 5 de enero de 1996) es un futbolista argentino que se desempeña como defensor. Actualmente juega en el Club Atlético San Lorenzo de Almagro de la Primera División de Argentina.

## Trayectoria

### Vélez Sarsfield
Realizó todas las divisiones inferiores en Vélez Sarsfield. 
El 2 de marzo de 2015 debutó en Primera División, ante Newell's, en un partido correspondiente a la tercera fecha del Torneo de Primera División 2015 de Argentina, siendo titular y llegando a disputar 61'.
A fines de 2020 se marcha de defensa cedido a Guaraní

## Selección nacional

### Selección Argentina Sub-15

#### Sudamericano Sub-15
En 2011 formó parte de la Selección Argentina Sub-15 dirigida por Miguel Ángel Lemme, disputando el Campeonato Sudamericano Sub-15 de 2011 en Uruguay, logrando el tercer puesto.
En el debut, Argentina, le ganaría 3 a 2 a Chile. Jonathan Cañete abriría el partido a los 6 minutos, Marcelo Storm aumentaría la ventaja 4 minutos después, descontaría Kevin Medel a los 32 y empataría el encuentro Hardy Cavero a los 19 del complemento. El 3 a 2 final llegaría a través del gol en propia puerta, a los 31 del segundo tiempo, de Sebastián Vegas.
Por su segundo compromiso en el Sudamericano, la albiceleste le ganó a Venezuela 2-0 con goles de Sebastián Driussi y Germán Ferreyra.
En el tercer partido de la fase de grupos, cotejo bastante cerrado y con pocas ocasiones de gol, el conjunto argentino estuvo más cerca del triunfo, pero terminó conformándose con un empate a cero goles ante Ecuador, aunque le da la clasificación a la fase final del torneo con 7 puntos.
El 25 de noviembre se enfrentarían Argentina y Uruguay por la última fecha de la fase de grupos. Los dos equipos rioplatenses estaban igualmente clasificados para la fase final. Los celestes lograron sentenciar rápido el partido ya que a los 20´ iban ganando 2-0. Primero fue Marcio Benítez a los 9 minutos el que aprovechó un despeje fallido del arquero Ignacio Chicco tras centro de Kevin Méndez para empujarla al gol. Posteriormente, y luego de un robo de balón de Francis D´Albenas, Maximiliano Buffa a los 20 duplicó con un remate desde afuera del área que contó, una vez más, con la complicidad del guardameta albiceleste. Argentina insinuó una tímida reacción de la mano de su número 10, Suárez, pero no pasó a mayores, ya que la zaga celeste se mostró siempre sólida. A los 55´ gracias a un cabezazo de Méndez logró el tercero y finalmente a los 67, D´Albenas marcó ese gol que se le había negado minutos antes con una exquisita definición por sobre el cuerpo de Chicco.
Por el primer partido de la fase final, la selección de Brasil goleó por 4-2 a la de Argentina. El conjunto brasileño, invictos del torneo, ratificó que está dentro de los favoritos para pelear por el título del campeonato. Los de la verde-amarela fueron obra de Robert a los 57 minutos, el goleador Mosquito en dos ocasiones (64 y 73) y Caio cuando se jugaba tiempo de reposición (90+2). Para Argentina anotaron Cañete a los 62 y Driussi cuando transcurrían los 78 minutos de juego.
En su segundo partido en la Fase Final del Torneo Sudamericano, la Selección Argentina se mediría frente a Uruguay y lo vencería 1-0 con gol de Marcelo Storm
En el último partido del certamen, Argentina caería derrotado frente a Colombia por 3 a 2 en un partido emocionante. Con goles de Jhon Fredy Miranda, Jefferson Gómez y Joao Leandro Rodríguez para los cafeteros, superó a los argentinos que finalizaron en la tercera posición con tres puntos. Los goles de la albiceleste los marcarían Iván Leszczuk y Facundo Castro.

#### Detalle
| \| N.º \| Fecha \| Estadio \| Local \| Resultado \| Visitante \| Goles \| Asist. \| Competición \| \| ----- \| ---------- \| ------------------------------------------------------- \| --------- \| --------- \| --------- \| ----- \| ------ \| ------------------- \| \| 1 \| 19-11-2011 \| Estadio Municipal Parque Liebig's, Fray Bentos, Uruguay \| Argentina \| 3-2 \| Chile \| \| \| Sudamericano Sub-15 \| \| 2 \| 23-11-2011 \| Estadio Municipal Parque Liebig's, Fray Bentos, Uruguay \| Argentina \| 0-0 \| Ecuador \| \| \| Sudamericano Sub-15 \| \| 3 \| 25-11-2011 \| Estadio Municipal Parque Liebig's, Fray Bentos, Uruguay \| Uruguay \| 4-0 \| Argentina \| \| \| Sudamericano Sub-15 \| \| 4 \| 28-11-2011 \| Estadio Juan Antonio Lavalleja, Trinidad, Uruguay \| Brasil \| 4-2 \| Argentina \| \| \| Sudamericano Sub-15 \| \| 5 \| 01-12-2011 \| Estadio Juan Antonio Lavalleja, Trinidad, Uruguay \| Uruguay \| 0-1 \| Argentina \| \| \| Sudamericano Sub-15 \| \| 6 \| 04-12-2011 \| Estadio Juan Antonio Lavalleja, Trinidad, Uruguay \| Argentina \| 2-3 \| Colombia \| \| \| Sudamericano Sub-15 \| \| Total \| \| Presencias \| 6 \| \| Goles \| 0 \| 0 \| \| |            |                                                         |           |           |           |       |        |                     |
| N.º | Fecha      | Estadio                                                 | Local     | Resultado | Visitante | Goles | Asist. | Competición         |
| 1 | 19-11-2011 | Estadio Municipal Parque Liebig's, Fray Bentos, Uruguay | Argentina | 3-2       | Chile     |       |        | Sudamericano Sub-15 |
| 2 | 23-11-2011 | Estadio Municipal Parque Liebig's, Fray Bentos, Uruguay | Argentina | 0-0       | Ecuador   |       |        | Sudamericano Sub-15 |
| 3 | 25-11-2011 | Estadio Municipal Parque Liebig's, Fray Bentos, Uruguay | Uruguay   | 4-0       | Argentina |       |        | Sudamericano Sub-15 |
| 4 | 28-11-2011 | Estadio Juan Antonio Lavalleja, Trinidad, Uruguay       | Brasil    | 4-2       | Argentina |       |        | Sudamericano Sub-15 |
| 5 | 01-12-2011 | Estadio Juan Antonio Lavalleja, Trinidad, Uruguay       | Uruguay   | 0-1       | Argentina |       |        | Sudamericano Sub-15 |
| 6 | 04-12-2011 | Estadio Juan Antonio Lavalleja, Trinidad, Uruguay       | Argentina | 2-3       | Colombia  |       |        | Sudamericano Sub-15 |
| Total |            | Presencias                                              | 6         |           | Goles     | 0     | 0      |                     |

No incluye partidos amistosos.

### Selección Argentina Sub-17

#### Sudamericano Sub-17
El director técnico del seleccionado argentino, Humberto Grondona, designó el plantel de 23 futbolistas que integran la lista para el Sudamericano Sub-17 a realizarse en Argentina y que se jugará a partir del 2 de abril al 28 de abril en las sedes de Mendoza y San Luis; en esa lista se encontraba Nicolás Tripichio.
El 24 de abril, por la anteúltima fecha del hexagonal final, la selección venció 3-1 a Paraguay y así consiguió la tan ansiada clasificación al próximo mundial de la categoría, en Emiratos Árabes Unidos, que en la previa ya la habían logrado los combinados de Venezuela y Brasil.
El 28 de abril tras igualar 2 a 2 con Venezuela en la última fecha del hexagonal final se consagraría campeón del Sudamericano Sub-17 con la Selección Argentina por diferencia de goles sobre su rival y Brasil, en un torneo que clasificó a estos tres equipos y a Uruguay al Mundial de los Emiratos Árabes Unidos. Leonardo Suárez marcó los dos tantos del equipo albiceleste en el partido con el que se clausuró el torneo, mientras que, Andrés Ponce y Ronaldo Peña los del equipo que dirige Rafael Dudamel.

#### Copa Mundial Sub-17
Fue incluido en la convocatoria para disputar la Copa Mundial Sub-17 por el entrenador Humberto Grondona. El certamen se llevó a cabo desde el 17 de octubre de 2013 al 8 de noviembre de 2013.
El equipo argentino en su debut había empatado con Irán 1-1. Hashemi abrió el marcador para Irán en el inicio del partido, sin embargo el delantero juvenil de las inferiores de River, Sebastián Driussi, igualó el marcador. En el segundo tiempo la selección argentina tuvo varias situaciones para dar vuelta el marcador, sin embargo falló a la hora de definir, incluso el travesaño le impidió marcar.
En el segundo partido venció a Austria 3-2. El encuentro comenzó complicado para Argentina por el gol de Nikola Zivotich, pero en el final del primer tiempo y en el comienzo del complemento, los albicelestes dieron vuelta el marcador con tantos de Ibáñez y Ferreyra. A once minutos del final, el ingresado Tobías Pellegrini igualó para Austria para dejar suspenso hasta el final. Argentina consiguió el desahogo a los 44 gracias a un gol de Leonardo Suárez, quien definió ante el arquero Alexander Schlager.
Por el último partido de la fase de grupos le ganaría a Canadá por 3-0. Con dos goles psicológicos al final e inicio de cada tiempo, el conjunto albiceleste se llevó su segundo triunfo en tierra emiratí gracias a un zurdazo potente de Joaquín Ibáñez y un cabezazo del volante Matías Sánchez, quien firmó un doblete, que sentenció la eliminación de los canadienses. Sin brillo pero con contundencia, Argentina quedó primero de la zona con siete puntos, en una progresión que va de menor a mayor y lo agranda de cara al cruce de octavos.
Por los octavos de final se impuso por 3-1 a Túnez en octavos, logrando su tercer triunfo en el campeonato, con tantos de los volantes Germán Ferreyra y Joaquín Ibáñez - de taco-, y el restante del goleador Sebastián Driussi, quien se destapó en su mejor actuación en tierra emiratí. Los tunecinos habían empatado por medio del centrodelantero Hazem Haj Hassen, cuando el partido era equilibrado.
El 2 de noviembre de 2013 vencería a Costa de Marfil 2-1 por los cuartos de final. Los goles del elenco dirigido por Humberto Grondona fueron convertidos por Joaquín Ibáñez a los 5 minutos del primer tiempo y Rodrigo Moreira a los 33 de la misma etapa, mientras que Franck Kessie descontó a los 32 del parcial complementario de este cotejo jugado en Sharjah, Emiratos Árabes. Se clasificó por quinta vez a las semifinales del Mundial de la categoría, en el que tiene como mejor actuación tres terceros puestos y cuyo título es el único que falta en las vitrinas de la AFA.
Llegaría a las semifinales y se enfrentaría a México, donde fue ampliamente superado por los aztecas que se impusieron por 3-0. Argentina, que venía invicta en el torneo, desde temprano desperdició chances, como a los 4 minutos Sebastián Driussi desaprovechó un penal. Iván Ochoa marcó para los mexicanos a los 8 y 21 minutos y a los 30 fue expulsado el argentino Joaquín Ibáñez. Argentina intentó acortar ventajas en el segundo período pero en una contra, Marco Granados, anotó el tercero y al minuto de tiempo adicionado fue expulsado el arquero argentino, Augusto Batalla.
Luego en el partido por el tercer lugar caería frente a Suecia por 4-1. El combinado albiceleste de Humberto Grondona de entrada se mostró golpeado por la caída en semifinales y los suecos lo aprovecharon para liquidar el encuentro con un hat-trick de su artillero Valmir Berisha y un golazo de volea del atacante Carlos Strandberg. El volante argentino Lucio Compagnucci descontó sobre el final del primer tiempo. Argentina terminó en el cuarto puesto, como en 2001.

#### Detalle
| \| N.º \| Fecha \| Estadio \| Local \| Resultado \| Visitante \| Goles \| Asist. \| Competición \| \| ----- \| ---------- \| ---------------------------------------------------- \| --------- \| --------- \| --------------- \| ----- \| ------ \| ------------------- \| \| 1 \| 02-04-2013 \| Juan Gilberto Funes, San Luis, Argentina \| Argentina \| 0-2 \| Ecuador \| \| \| Sudamericano Sub-17 \| \| 2 \| 04-04-2013 \| Juan Gilberto Funes, San Luis, Argentina \| Argentina \| 1-3 \| Paraguay \| \| \| Sudamericano Sub-17 \| \| 3 \| 10-04-2013 \| Juan Gilberto Funes, San Luis, Argentina \| Argentina \| 3-2 \| Colombia \| \| \| Sudamericano Sub-17 \| \| 4 \| 14-04-2013 \| Juan Gilberto Funes, San Luis, Argentina \| Argentina \| 2-0 \| Perú \| \| \| Sudamericano Sub-17 \| \| 5 \| 17-04-2013 \| Juan Gilberto Funes, San Luis, Argentina \| Argentina \| 3-3 \| Uruguay \| \| \| Sudamericano Sub-17 \| \| 6 \| 21-04-2013 \| Juan Gilberto Funes, San Luis, Argentina \| Brasil \| 0-0 \| Argentina \| \| \| Sudamericano Sub-17 \| \| 7 \| 24-04-2013 \| Juan Gilberto Funes, San Luis, Argentina \| Paraguay \| 1-3 \| Argentina \| \| \| Sudamericano Sub-17 \| \| 8 \| 28-04-2013 \| Juan Gilberto Funes, San Luis, Argentina \| Argentina \| 2-2 \| Venezuela \| \| \| Sudamericano Sub-17 \| \| 9 \| 19-10-2013 \| Estadio Al-Rashid, Dubái, Emiratos Árabes Unidos \| Irán \| 1-1 \| Argentina \| \| \| Copa Mundial Sub-17 \| \| 10 \| 22-10-2013 \| Estadio Al-Rashid, Dubái, Emiratos Árabes Unidos \| Argentina \| 3-2 \| Austria \| \| \| Copa Mundial Sub-17 \| \| 11 \| 25-10-2013 \| Estadio Al-Rashid, Dubái, Emiratos Árabes Unidos \| Argentina \| 3-0 \| Canadá \| \| \| Copa Mundial Sub-17 \| \| 12 \| 29-10-2013 \| Estadio Al-Rashid, Dubái, Emiratos Árabes Unidos \| Argentina \| 3-1 \| Túnez \| \| \| Copa Mundial Sub-17 \| \| 13 \| 02-11-2013 \| Estadio Al-Sharjah, Dubái, Emiratos Árabes Unidos \| Argentina \| 2-1 \| Costa de Marfil \| \| \| Copa Mundial Sub-17 \| \| 14 \| 05-11-2013 \| Mohammed bin Zayed, Abu Dabi, Emiratos Árabes Unidos \| Argentina \| 0-3 \| México \| \| \| Copa Mundial Sub-17 \| \| 15 \| 08-11-2013 \| Mohammed bin Zayed, Abu Dabi, Emiratos Árabes Unidos \| Suecia \| 4-1 \| Argentina \| \| \| Copa Mundial Sub-17 \| \| Total \| \| Presencias \| 15 \| \| Goles \| 0 \| 0 \| \| |            |                                                      |           |           |                 |       |        |                     |
| N.º | Fecha      | Estadio                                              | Local     | Resultado | Visitante       | Goles | Asist. | Competición         |
| 1 | 02-04-2013 | Juan Gilberto Funes, San Luis, Argentina             | Argentina | 0-2       | Ecuador         |       |        | Sudamericano Sub-17 |
| 2 | 04-04-2013 | Juan Gilberto Funes, San Luis, Argentina             | Argentina | 1-3       | Paraguay        |       |        | Sudamericano Sub-17 |
| 3 | 10-04-2013 | Juan Gilberto Funes, San Luis, Argentina             | Argentina | 3-2       | Colombia        |       |        | Sudamericano Sub-17 |
| 4 | 14-04-2013 | Juan Gilberto Funes, San Luis, Argentina             | Argentina | 2-0       | Perú            |       |        | Sudamericano Sub-17 |
| 5 | 17-04-2013 | Juan Gilberto Funes, San Luis, Argentina             | Argentina | 3-3       | Uruguay         |       |        | Sudamericano Sub-17 |
| 6 | 21-04-2013 | Juan Gilberto Funes, San Luis, Argentina             | Brasil    | 0-0       | Argentina       |       |        | Sudamericano Sub-17 |
| 7 | 24-04-2013 | Juan Gilberto Funes, San Luis, Argentina             | Paraguay  | 1-3       | Argentina       |       |        | Sudamericano Sub-17 |
| 8 | 28-04-2013 | Juan Gilberto Funes, San Luis, Argentina             | Argentina | 2-2       | Venezuela       |       |        | Sudamericano Sub-17 |
| 9 | 19-10-2013 | Estadio Al-Rashid, Dubái, Emiratos Árabes Unidos     | Irán      | 1-1       | Argentina       |       |        | Copa Mundial Sub-17 |
| 10 | 22-10-2013 | Estadio Al-Rashid, Dubái, Emiratos Árabes Unidos     | Argentina | 3-2       | Austria         |       |        | Copa Mundial Sub-17 |
| 11 | 25-10-2013 | Estadio Al-Rashid, Dubái, Emiratos Árabes Unidos     | Argentina | 3-0       | Canadá          |       |        | Copa Mundial Sub-17 |
| 12 | 29-10-2013 | Estadio Al-Rashid, Dubái, Emiratos Árabes Unidos     | Argentina | 3-1       | Túnez           |       |        | Copa Mundial Sub-17 |
| 13 | 02-11-2013 | Estadio Al-Sharjah, Dubái, Emiratos Árabes Unidos    | Argentina | 2-1       | Costa de Marfil |       |        | Copa Mundial Sub-17 |
| 14 | 05-11-2013 | Mohammed bin Zayed, Abu Dabi, Emiratos Árabes Unidos | Argentina | 0-3       | México          |       |        | Copa Mundial Sub-17 |
| 15 | 08-11-2013 | Mohammed bin Zayed, Abu Dabi, Emiratos Árabes Unidos | Suecia    | 4-1       | Argentina       |       |        | Copa Mundial Sub-17 |
| Total |            | Presencias                                           | 15        |           | Goles           | 0     | 0      |                     |

No incluye partidos amistosos.

### Selección Argentina Sub-20

#### Sudamericano Sub-20
El 6 de enero de 2015, Humberto Grondona, director técnico de la Selección Argentina sub-20, entregó una lista con los 32 futbolistas en el cual se encontraba Nicolás Tripichio y que sería convocado para que se entrenará a partir del lunes de cara al campeonato sudamericano sub-20 de la categoría que se disputará a partir de enero próximo en Uruguay. El 10 de enero a muy poco del comienzo del Sudamericano Sub-20 Humberto Grondona dio la lista de 23 convocados que Nicolás Tripichio ingresó en la lista de 23 jugadores que viajaran a Uruguay.
El 14 de enero la Selección Argentina Sub-20 tendría su debut en el Sudamericano Sub-20 contra la Selección de Ecuador Sub-20 en lo que fue una gran goleada 5-2 a favor de la albiceleste. Los goles los marcaron Correa a los 20 minutos, Martínez a los 32, Monteseirín 9 minutos después y Giovanni Simeone en dos ocasiones El 16 de enero en la segunda fecha del torneo para ratificar su gran nivel en el primer partido la Selección Argentina Sub-20 tendría un duro golpe al perder 0-1 contra la Selección de Paraguay Sub-20 que se coloca por el momento como puntero de grupo.
El 18 de enero tras el duro golpe de la derrota pasada la Selección Argentina Sub-20 derrotó hoy con amplitud a su par de Selección de Perú Sub-20, por 6-2.
El 26 de enero arrancaría el hexagonal final del Sudamericano Sub-20 que tendría en su primera fecha que enfrentar a la Selección de Perú Sub-20 rival que en la primera fase del torneo había goleado, en este, partido también obtendría la victoria pero tan solo 2-0 con goles de Giovanni Simeone y de Ángel Correa, que cuando el partido estaba en su momento más difícil vio al arquero adelantado y saco un remate con la derecha que paso por encima del arquero que se metió en el arco.
El 1 de febrero se juega el superclásico de las Américas con el eterno rival de Argentina, Brasil, transcurridos 86 minutos y cuando el partido pintaba para empate 0-0, Angelito Correa tomó la pelota en el círculo central, mandó un pase bochinesco de cachetada asistió a Maximiliano Rolón que anotó el primer gol. Contreras en el último minuto marcaría de cabeza para redondear la agónica victoria 2-0 a Brasil.
El 4 de febrero Argentina juega contra el rival que lo venciera 1-0 en fase de grupos, Selección de Paraguay Sub-20. Con ánimos revanchistas, Selección Argentina Sub-20 salió a ser protagonista desde el comienzo, y fue a los 17 minutos que Tomás Martínez, desde el círculo central le mandó un pase a Angelito Correa, que estaba adelante y ligeramente a la derecha. Con su zurda fantasiosa, Angelito realizó un delicioso dribbling en que gambeteó a 3 paraguayos, y acto seguido remató al arco. El arquero paraguayo Tomás Coronel tapó el disparo, pero dio rebote y ahí estaba el optimista del gol Gio, para abrir el marcador. Argentina terminó goleando 3-0.
El 7 de febrero de 2015 se juega la última fecha del hexagonal contra el local y organizador del torneo, Uruguay, en la práctica era una final ya que previo a disputarse esta fecha la Selección Argentina Sub-20 era puntera y Uruguay era escolta, Uruguay debía ganar sí o sí para salir campeón, cualquier otro resultado le daba el campeonato a Argentina. Uruguay salió a atropellar al rival, usando a su favor su condición de local con 60.000 hinchas uruguayos que reventaban las tribunas del estadio Centenario, y efectuando una fuerte presión, se puso arriba del marcador ni bien arrancó el partido con un gol a los 7 minutos de Gastón Pereiro. Sin embargo, Argentina se re-organizó y comenzó a apoderarse de la lucha del mediocampo, comenzó a tener más iniciativa y recibió su premio cuando a los 35 minutos empató. Pero fue a los 81 minutos Angelito Correa, quien tras haber estado prácticamente todo el partido realizando dribblings por derecha, gambeteó una vez más y se sacó a 2 uruguayos de encima, definió por abajo del arquero uruguayo Gastón Guruceaga, y de esta forma Argentina dio vuelta el marcador y sentenció el 2-1 silenciando a los 60.000 uruguayos y con desazón cómo Argentina se coronaba campeona del Sudamericano Sub-20.

#### Copa Mundial Sub-20
El 6 de marzo de 2015 el entrenador del seleccionado Sub-20, Humberto Grondona, lo incluyó en la Preselección de cara a la Copa Mundial Sub-20 que se llevará a cabo en Nueva Zelanda. Los entrenamientos y amistosos comenzarían a fines de marzo y seguirían todo abril, hasta que la lista final de jugadores que viajarán al mundial sea anunciada los primeros días de mayo.
El 13 de mayo de 2015, Humberto Grondona, confirmó la lista de 21 futbolistas que representarán a la Selección Sub-20 en el Mundial de Nueva Zelanda en la cual se encontraba Nicolás Tripichio.
El plantel viajaría el lunes 18 de mayo hacia Tahití, donde disputaría dos amistosos ante la selección local, y el 25 de mayo llegaría a 
Wellington para debutar el 30 de mayo ante Panamá.
El 21 de mayo en el primer amistoso preparatorio jugado antes del Mundial de Nueva Zelanda la Selección Argentina Sub-20 perdió en Tahití por 3-1 ante el representativo mayor de ese país, en un encuentro amistoso jugado en el Estadio Pater Te Hono Nui.
El 24 de mayo el seleccionado jugaría el segundo amistoso, y último antes de viajar a Nueva Zelanda para disputar el Mundial, contra Tahití y esta vez la albiceleste se impondría por 4 a 1, con goles de Ángel Correa, Monteseirín, Simeone y Emiliano Buendía, mostrando buen manejo de la pelota y contundencia en ataque.

#### Detalle
| \| N.º \| Fecha \| Estadio \| Local \| Resultado \| Visitante \| Goles \| Asist. \| \| \| ----- \| ---------- \| ------------------------------------------ \| --------- \| --------- \| --------- \| ----- \| ------ \| ------------------- \| \| 1 \| 14-01-2015 \| Profesor Alberto Suppici, Colonia, Uruguay \| Argentina \| 5-2 \| Ecuador \| \| \| Sudamericano Sub-20 \| \| 2 \| 16-01-2015 \| Profesor Alberto Suppici, Colonia, Uruguay \| Argentina \| 0-1 \| Paraguay \| \| \| Sudamericano Sub-20 \| \| 3 \| 18-01-2015 \| Profesor Alberto Suppici, Colonia, Uruguay \| Argentina \| 6-2 \| Perú \| \| \| Sudamericano Sub-20 \| \| 4 \| 22-01-2015 \| Profesor Alberto Suppici, Colonia, Uruguay \| Argentina \| 3-0 \| Bolivia \| \| \| Sudamericano Sub-20 \| \| 5 \| 26-01-2015 \| Centenario, Montevideo, Uruguay \| Argentina \| 2-0 \| Perú \| \| \| Sudamericano Sub-20 \| \| 6 \| 29-01-2015 \| Gran Parque Central, Montevideo, Uruguay \| Argentina \| 1-1 \| Colombia \| \| \| Sudamericano Sub-20 \| \| 7 \| 01-02-2015 \| Gran Parque Central, Montevideo, Uruguay \| Argentina \| 2-0 \| Brasil \| \| \| Sudamericano Sub-20 \| \| 8 \| 07-02-2015 \| Centenario, Montevideo, Uruguay \| Uruguay \| 1-2 \| Argentina \| \| \| Sudamericano Sub-20 \| \| 9 \| 21-05-2015 \| Pater Te Hono Nui, Papeete, Tahití \| Tahití \| 3-1 \| Argentina \| \| \| Amistoso \| \| 10 \| 24-05-2015 \| Pater Te Hono Nui, Papeete, Tahití \| Argentina \| 4-1 \| Tahití \| \| \| Amistoso \| \| 11 \| 30-05-2015 \| Westpac Stadium, Wellington, Nueva Zelanda \| Argentina \| 2-2 \| Panamá \| \| \| Copa Mundial Sub-20 \| \| Total \| \| Presencias \| 11 \| \| Goles \| 0 \| 0 \| \| |            |                                            |           |           |           |       |        |                     |
| N.º | Fecha      | Estadio                                    | Local     | Resultado | Visitante | Goles | Asist. |                     |
| 1 | 14-01-2015 | Profesor Alberto Suppici, Colonia, Uruguay | Argentina | 5-2       | Ecuador   |       |        | Sudamericano Sub-20 |
| 2 | 16-01-2015 | Profesor Alberto Suppici, Colonia, Uruguay | Argentina | 0-1       | Paraguay  |       |        | Sudamericano Sub-20 |
| 3 | 18-01-2015 | Profesor Alberto Suppici, Colonia, Uruguay | Argentina | 6-2       | Perú      |       |        | Sudamericano Sub-20 |
| 4 | 22-01-2015 | Profesor Alberto Suppici, Colonia, Uruguay | Argentina | 3-0       | Bolivia   |       |        | Sudamericano Sub-20 |
| 5 | 26-01-2015 | Centenario, Montevideo, Uruguay            | Argentina | 2-0       | Perú      |       |        | Sudamericano Sub-20 |
| 6 | 29-01-2015 | Gran Parque Central, Montevideo, Uruguay   | Argentina | 1-1       | Colombia  |       |        | Sudamericano Sub-20 |
| 7 | 01-02-2015 | Gran Parque Central, Montevideo, Uruguay   | Argentina | 2-0       | Brasil    |       |        | Sudamericano Sub-20 |
| 8 | 07-02-2015 | Centenario, Montevideo, Uruguay            | Uruguay   | 1-2       | Argentina |       |        | Sudamericano Sub-20 |
| 9 | 21-05-2015 | Pater Te Hono Nui, Papeete, Tahití         | Tahití    | 3-1       | Argentina |       |        | Amistoso            |
| 10 | 24-05-2015 | Pater Te Hono Nui, Papeete, Tahití         | Argentina | 4-1       | Tahití    |       |        | Amistoso            |
| 11 | 30-05-2015 | Westpac Stadium, Wellington, Nueva Zelanda | Argentina | 2-2       | Panamá    |       |        | Copa Mundial Sub-20 |
| Total |            | Presencias                                 | 11        |           | Goles     | 0     | 0      |                     |

#### Participaciones con la selección
| N.º | Torneo                   | Sede                   | Resultado       |
| --- | ------------------------ | ---------------------- | --------------- |
| 1   | Sudamericano Sub-15 2011 | Uruguay                | Tercer lugar    |
| 2   | Sudamericano Sub-17 2013 | Argentina              | Campeón         |
| 3   | Copa Mundial Sub-17 2013 | Emiratos Árabes Unidos | Cuarto puesto   |
| 4   | Sudamericano Sub-20 2015 | Uruguay                | Campeón         |
| 5   | Copa Mundial Sub-20 2015 | Nueva Zelanda          | Vigésimo puesto |

## Estadísticas

### Clubes
| Club                                   | Div.          | Temporada     | Liga  | Liga  | Copas nacionales | Copas nacionales | Copas internacionales | Copas internacionales | Total | Total |
| Club                                   | Div.          | Temporada     | Part. | Goles | Part.            | Goles            | Part.                 | Goles                 | Part. | Goles |
| -------------------------------------- | ------------- | ------------- | ----- | ----- | ---------------- | ---------------- | --------------------- | --------------------- | ----- | ----- |
| C. A. Vélez Sarsfield Argentina        | 1.ª           | 2015          | 10    | 0     | 0                | 0                | —                     | —                     | 10    | 0     |
| C. A. Vélez Sarsfield Argentina        | 1.ª           | 2016          | 4     | 0     | 1                | 0                | —                     | —                     | 5     | 0     |
| C. A. Vélez Sarsfield Argentina        | 1.ª           | 2016-17       | 11    | 1     | 1                | 0                | —                     | —                     | 12    | 1     |
| C. A. Vélez Sarsfield Argentina        | 1.ª           | 2017-18       | 3     | 0     | 0                | 0                | —                     | —                     | 3     | 0     |
| C. A. Vélez Sarsfield Argentina        | Total club    | Total club    | 28    | 1     | 2                | 0                | 0                     | 0                     | 30    | 1     |
| C. S y D. Defensa y Justicia Argentina | 1.ª           | 2018-19       | 12    | 0     | 0                | 0                | 1                     | 0                     | 13    | 0     |
| C. S y D. Defensa y Justicia Argentina | 1.ª           | 2019-20       | 6     | 1     | 2                | 0                | 2                     | 0                     | 10    | 1     |
| C. S y D. Defensa y Justicia Argentina | 1.ª           | 2021          | 24    | 2     | 1                | 0                | 5                     | 1                     | 30    | 3     |
| C. S y D. Defensa y Justicia Argentina | 1.ª           | 2022          | 41    | 2     | 2                | 0                | 4                     | 1                     | 47    | 3     |
| C. S y D. Defensa y Justicia Argentina | 1.ª           | 2023          | 14    | 1     | 14               | 2                | 10                    | 1                     | 38    | 4     |
| C. S y D. Defensa y Justicia Argentina | 1.ª           | 2024          | 5     | 0     | 14               | 1                | 6                     | 0                     | 25    | 1     |
| C. S y D. Defensa y Justicia Argentina | Total club    | Total club    | 102   | 6     | 33               | 3                | 28                    | 3                     | 163   | 12    |
| Club Guaraní Paraguay                  | 1.ª           | 2020          | 3     | 0     | 0                | 0                | 2                     | 0                     | 5     | 0     |
| Club Guaraní Paraguay                  | Total club    | Total club    | 3     | 0     | 0                | 0                | 2                     | 0                     | 5     | 0     |
| C. A. San Lorenzo de Almagro Argentina | 1.ª           | 2024          | 0     | 0     | 0                | 0                | 0                     | 0                     | 0     | 0     |
| C. A. San Lorenzo de Almagro Argentina | Total club    | Total club    | 0     | 0     | 0                | 0                | 0                     | 0                     | 0     | 0     |
| Total carrera                          | Total carrera | Total carrera | 133   | 7     | 35               | 3                | 30                    | 3                     | 198   | 13    |

### Selecciones
- Actualizado hasta el 2 de junio de 2015.

| Selección        | Año   | Amistoso | Amistoso | Eliminatorias | Eliminatorias | Mundial | Mundial | Copa América | Copa América | Total | Total |
| Selección        | Año   | PJ       | Goles    | PJ            | Goles         | PJ      | Goles   | PJ           | Goles        | PJ    | Goles |
| ---------------- | ----- | -------- | -------- | ------------- | ------------- | ------- | ------- | ------------ | ------------ | ----- | ----- |
| Argentina Sub-15 | 2013  | 0        | 0        | -             | -             | -       | -       | 7            | 0            | 7     | 0     |
| Argentina Sub-15 | Total | 0        | 0        | -             | -             | -       | -       | 7            | 0            | 7     | 0     |
| Argentina Sub-17 | 2013  | 0        | 0        | -             | -             | 7       | 0       | 8            | 0            | 15    | 0     |
| Argentina Sub-17 | Total | 0        | 0        | -             | -             | 7       | 0       | 8            | 0            | 15    | 0     |
| Argentina Sub-20 | 2015  | 1        | 0        | -             | -             | 3       | 0       | 8            | 0            | 12    | 0     |
| Argentina Sub-20 | Total | 1        | 0        | -             | -             | 3       | 0       | 8            | 0            | 12    | 0     |
| Total            | Total | 1        | 0        | -             | -             | 10      | 0       | 22           | 0            | 33    | 0     |

## Palmarés

### Títulos internacionales
| Título              | Club               | Sede     | Año  |
| ------------------- | ------------------ | -------- | ---- |
| Copa Sudamericana   | Defensa y Justicia | Córdoba  | 2020 |
| Recopa Sudamericana | Defensa y Justicia | Brasilia | 2021 |

### Selección nacional
| Título              | Club                | Sede      | Año  |
| ------------------- | ------------------- | --------- | ---- |
| Sudamericano Sub-17 | Selección Argentina | Argentina | 2013 |
| Sudamericano Sub-20 | Selección Argentina | Uruguay   | 2015 |